# Neoselenaspidus silvaticus
Neoselenaspidus silvaticus är en insektsart som först beskrevs av Karl Hermann Leonhard Lindinger 1909.  Neoselenaspidus silvaticus ingår i släktet Neoselenaspidus och familjen pansarsköldlöss. Inga underarter finns listade i Catalogue of Life.